# Xanılı
Xanılı är en ort i Azerbajdzjan.   Den ligger i distriktet Cəlilabad Rayonu, i den sydöstra delen av landet, 190 km sydväst om huvudstaden Baku. Xanılı ligger 183 meter över havet och antalet invånare är 344.
Terrängen runt Xanılı är kuperad åt sydväst, men åt nordost är den platt. Närmaste större samhälle är Dzhalilabad, 12,0 km öster om Xanılı.
Trakten runt Xanılı består till största delen av jordbruksmark. Runt Xanılı är det ganska tätbefolkat, med 104 invånare per kvadratkilometer.